# Dystrykt lubelski

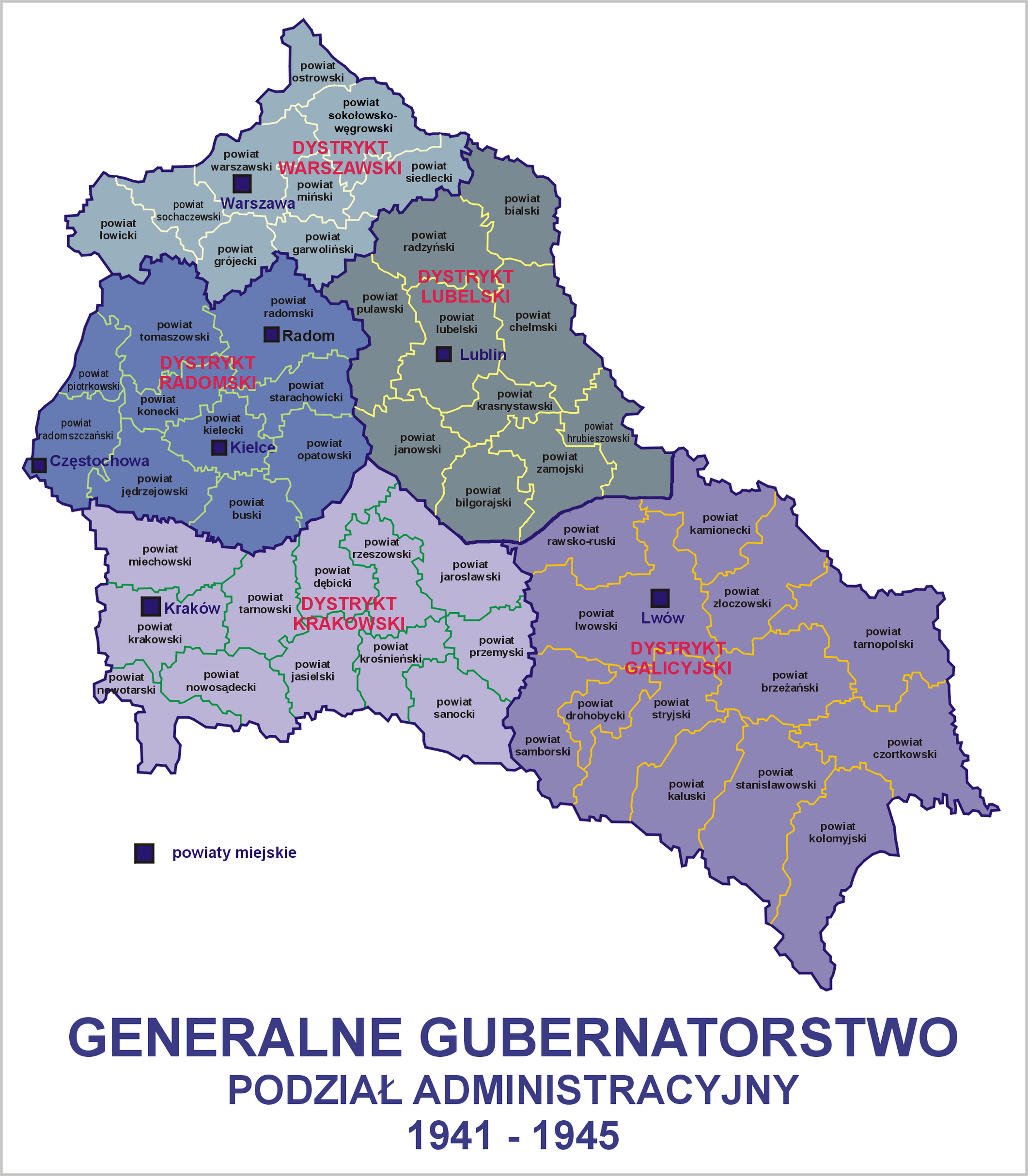
Dystrykty w składzie Generalnego Gubernatorstwa

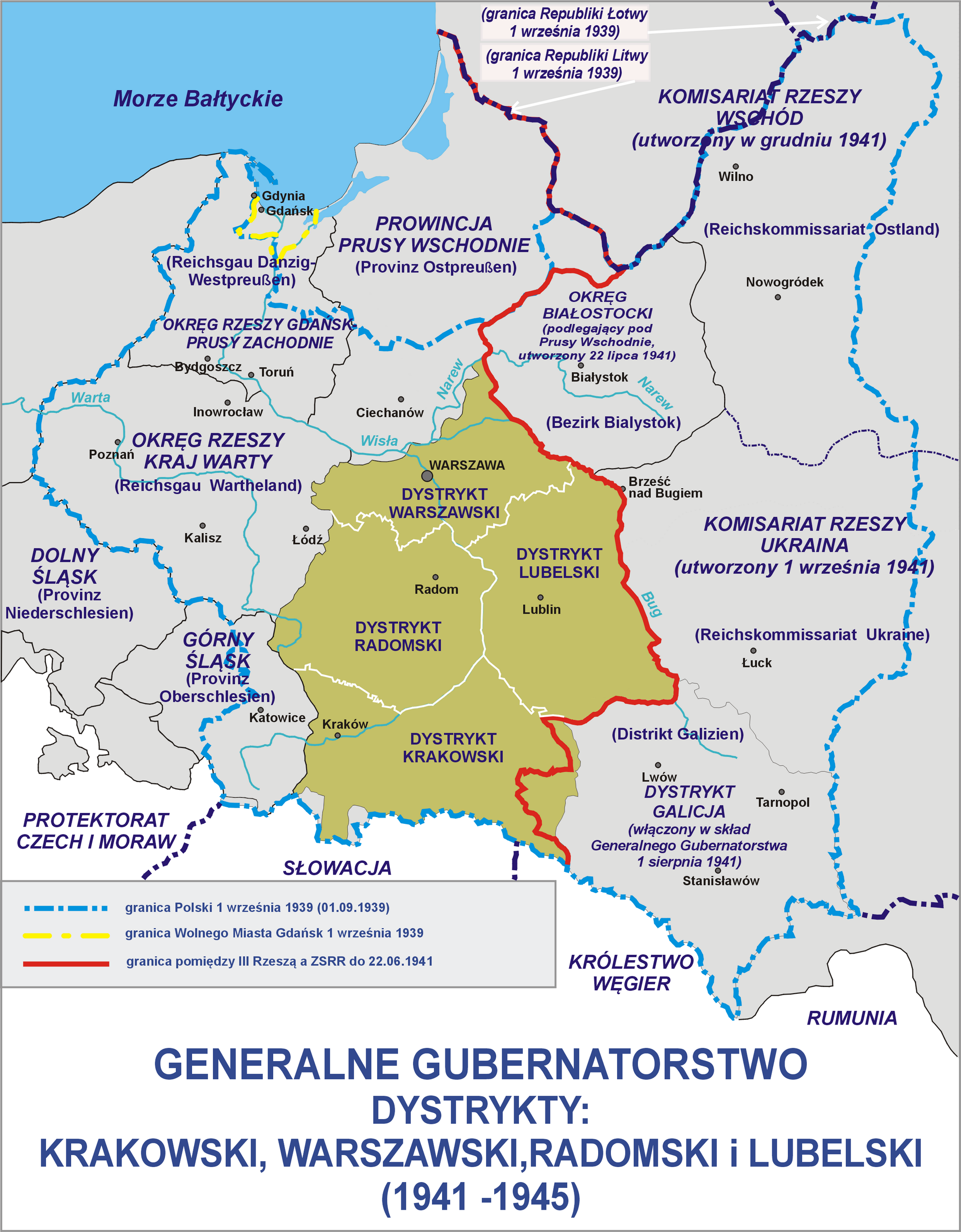
Dystrykty krakowski, warszawski, radomski i lubelski 1941–1945

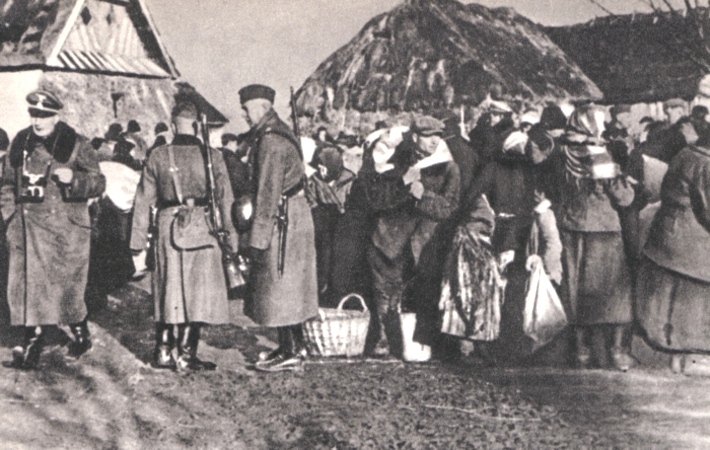
Polscy rolnicy wysiedlani z Zamojszczyzny, zima 1942/1943

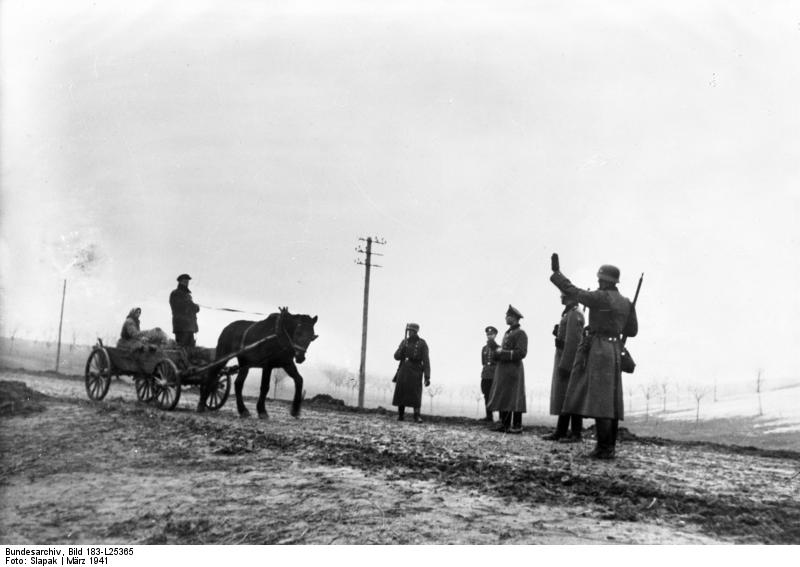
Eksploatacja gospodarcza wsi lubelskiej – Niemcy zatrzymujący do kontroli drogowej jadącego furmanką polskiego chłopa

Dystrykt lubelski, okręg lubelski (niem. Distrikt Lublin) – jednostka administracyjna Generalnego Gubernatorstwa od 26 października 1939 do 25 lipca 1944. W 1940 roku zajmował obszar 26 848 km² a w 1942 – 26 560 km². Oszacowano, że w czasie trwającej 1750 dni okupacji niemieckiej ziem między Wisłą a Bugiem z których utworzono dystrykt lubelski w wyniku rządów okupanta hitlerowskiego śmierć poniosło około 350 tys. mieszkańców, wśród których było około 100 tys. Polaków, oraz około 250 tys. obywateli polskich pochodzenia żydowskiego. Pozostałymi ofiarami byli obywatele polscy narodowości ukraińskiej, białoruskiej i romskiej.
Okupant niemiecki uruchomił na terenie dystryktu obozy zagłady w Bełżcu i Sobiborze w których wymordowano odpowiednio około 450 tys. i 170–180 tys. Żydów. Obok nich funkcjonował obóz koncentracyjny KL Lublin na Majdanku. Przeszło przezeń około 150 tys. więźniów różnej narodowości, z których około 80 tys. poniosło śmierć (w tym 59 tys. Żydów). W dystrykcie utworzone zostały również obozy jenieckie, głównie dla jeńców z Armii Czerwonej, w których zmarło lub zostało zamordowanych około 250 tys. obywateli Związku Radzieckiego.

## Historia
Dystrykt lubelski został utworzony 26 października 1939 roku:
- głównie z obszaru dotychczasowego woj. lubelskiego II Rzeczypospolitej bez powiatu siedleckiego, a więc:
  - powiatu miejskiego Lublin oraz powiatów ziemskich: bialskiego, biłgorajskiego, chełmskiego, hrubieszowskiego, garwolińskiego (południowa połowa), janowskiego, krasnostawskiego, lubartowskiego, lubelskiego, łukowskiego (bez północno-zachodniego fragmentu), puławskiego, radzyńskiego, tomaszowskiego, włodawskiego i zamojskiego
- także z części obszaru dotychczasowego woj. lwowskiego II Rzeczypospolitej, a więc:
  - powiatów ziemskich: jarosławskiego (północny fragment), łańcuckiego (północno-wschodni skrawek), lubaczowskiego (północno-zachodnia połowa), niżańskiego (północno-wschodnia 1/3), rawskiego (północno-wschodni fragment), sokalskiego (zachodnia połowa) i tarnobrzeskiego (dwa północno-wschodnie fragmenty)

W listopadzie 1939 roku utworzono powiat miejski (Stadtkreis) w Chełmie. 28 listopada 1939 roku wprowadzono rozporządzenie w sprawie administracji nad polską społecznością.
1 stycznia 1940 zatwierdzono status powiatowy miast Lublina i Chełma i podzielono obszar dystryktu lubelskiego na 10 powiatów/starostw (Landkreise/Kreishauptmannschaften):
- Landkreis Biala-Podlaska (z powiatu bialskiego i północnej części powiatu włodawskiego),
- Landkreis Bilgoraj (z głównej części powiatu biłgorajskiego oraz części powiatów jarosławskiego, łańcuckiego i lubaczowskiego),
- Landkreis Cholm (z powiatów chełmskiego i głównej części powiatu włodawskiego),
- Landkreis Hrubieszów (z powiatu hrubieszowskiego oraz części powiatu sokalskiego),
- Landkreis Janow-Lubelski (z powiatu janowskiego oraz części powiatu tarnobrzeskiego),
- Landkreis Krasnystaw (z powiatu krasnostawskiego),
- Landkreis Lublin (z powiatu lubelskiego oraz części powiatu lubartowskiego),
- Landkreis Pulawy (z powiatu puławskiego oraz części powiatu garwolińskiego),
- Landkreis Radzyń  (z powiatów radzyńskiego, lubartowskiego i części powiatów łukowskiego i włodawskiego),
- Landkreis Tomaschow-Lubelski (z powiatu tomaszowskiego oraz części powiatów lubaczowskiego, rawskiego i biłgorajskiego),
- Landkreis Zamość (z powiatu zamojskiego).

29 kwietnia 1940 Landkreis Tomaschow-Lubelski zniesiono, a jego obszar podzielono między Landkreis Hrubieszów i Landkreis Zamość. Równocześnie zachodnią część Landkreis Zamość włączono do Landkreis Bilgoraj.
21 maja 1940 roku włączono z powrotem Chełm do Landkreis Cholm (którego nazwę zmieniono na Cholm 1 października 1941).
1 września 1941 roku część Landkreis Radzyń włączono do Landkreis Lublin oraz do Landkreis Pulawy.
30 września 1942 roku zmieniono siedzibę Landkreis Janow-Lubelski z Janowa do Kraśnika, a 1 października 1942 powiat ten przekształcono w Landkreis Kraśnik.
30 września 1943 roku gminę Chodel wyłączono z Landkreis Lublin i włączono do Landkreis Pulawy.
W Lubartowie utworzono komisariat ziemski starostwa Landkreis Lublin: Landeskomissariat Lubartow.
Według stanu z 1 stycznia 1944 roku dystrykt lubelski składał się z 11 powiatów (Stadt Lublin + 10 starostw, Kreishauptmannschaften).

## Miejscowości
Lista stu największych miejscowości w dystrykcie lubelskim w 1943 roku.
| Miejscowość         | Status | Liczba mieszkańców 1.III.1943 | Powiat         | Gmina               |
| ------------------- | ------ | ----------------------------- | -------------- | ------------------- |
| Lublin              | miasto | 95596                         | Lublin-Stadt   | Lublin-Stadt        |
| Cholm               | miasto | 25838                         | Cholm          | Cholm               |
| Zamość              | miasto | 22456                         | Zamość         | Zamość              |
| Biala-Podlaska      | miasto | 19520                         | Biala-Podlaska | Biala-Podlaska      |
| Pulawy              | miasto | 14679                         | Pulawy         | Pulawy              |
| Kraśnik             | miasto | 11682                         | Kraśnik        | Kraśnik             |
| Łuków               | miasto | 11554                         | Radzyń         | Łuków               |
| Hrubieszów          | miasto | 10280                         | Hrubieszów     | Hrubieszów          |
| Krasnystaw          | miasto | 10149                         | Krasnystaw     | Krasnystaw          |
| Międzyrzec Podlaski | miasto | 9105                          | Radzyń         | Międzyrzec Podlaski |
| Dęblin wojskowy     | wieś   | 6348                          | Pulawy         | Irena               |
| Parczew             | miasto | 6314                          | Radzyń         | Parczew             |
| Tomaszów Lubelski   | miasto | 6208                          | Zamość         | Tomaszów Lubelski   |
| Lubartów            | miasto | 5696                          | Lublin-Land    | Lubartów            |
| Trawniki            | wieś   | 5476                          | Lublin-Land    | Jaszczów            |
| Radzyń              | miasto | 5252                          | Radzyń         | Radzyń              |
| Szczebrzeszyn       | miasto | 5091                          | Bilgoraj       | Szczebrzeszyn       |
| Bilgoraj            | miasto | 4746                          | Bilgoraj       | Bilgoraj            |
| Irena               | wieś   | 4615                          | Pulawy         | Irena               |
| Urzędów             | wieś   | 4411                          | Kraśnik        | Urzędów             |
| Włodawa             | miasto | 4317                          | Cholm          | Włodawa             |
| Bełżec              | wieś   | 4260                          | Zamość         | Bełżec              |
| Kazimierz Dolny     | miasto | 3979                          | Pulawy         | Kazimierz Dolny     |
| Janów Lubelski      | miasto | 3828                          | Kraśnik        | Janów Lubelski      |
| Łukowa              | wieś   | 3593                          | Bilgoraj       | Łukowa              |
| Ryki                | wieś   | 3533                          | Pulawy         | Ryki                |
| Godziszów           | wieś   | 3355                          | Kraśnik        | Kawęczyn            |
| Ostrów Lubelski     | miasto | 3274                          | Lublin-Land    | Ostrów Lubelski     |
| Opole               | wieś   | 3238                          | Pulawy         | Opole               |
| Aleksandrów         | wieś   | 3098                          | Bilgoraj       | Aleksandrów         |
| Tarnogród           | wieś   | 3034                          | Bilgoraj       | Tarnogród           |
| Janów Podlaski      | wieś   | 2933                          | Biala-Podlaska | Janów Podlaski      |
| Gołąb               | wieś   | 2779                          | Pulawy         | Gołąb               |
| Bełz                | wieś   | 2741                          | Hrubieszów     | Bełz                |
| Cieplice            | wieś   | 2724                          | Bilgoraj       | Cieplice            |
| Zaklików            | wieś   | 2644                          | Kraśnik        | Zaklików            |
| Kocudza             | wieś   | 2629                          | Bilgoraj       | Kocudza             |
| Piaski              | wieś   | 2606                          | Lublin-Land    | Piaski              |
| Rycice              | wieś   | 2576                          | Pulawy         | Irena               |
| Wojsławice          | wieś   | 2560                          | Cholm          | Wojsławice          |
| Bełżyce             | wieś   | 2532                          | Lublin-Land    | Bełżyce             |
| Kock                | miasto | 2524                          | Radzyń         | Kock                |
| Zamch               | wieś   | 2481                          | Bilgoraj       | Babice              |
| Pysznica            | wieś   | 2476                          | Kraśnik        | Pysznica            |
| Kurów               | wieś   | 2452                          | Pulawy         | Kurów               |
| Czechów             | wieś   | 2449                          | Lublin-Land    | Konopnica           |
| Terespol n/Bugiem   | wieś   | 2441                          | Biala-Podlaska | Terespol            |
| Wohyń               | wieś   | 2403                          | Radzyń         | Wohyń               |
| Cewków              | wieś   | 2360                          | Bilgoraj       | Dzików Stary        |
| Jastkowice          | wieś   | 2329                          | Kraśnik        | Pysznica            |
| Piskorowice         | wieś   | 2300                          | Bilgoraj       | Cieplice            |
| Lubliniec Nowy      | wieś   | 2285                          | Zamość         | Cieszanów           |
| Goraj               | wieś   | 2263                          | Bilgoraj       | Goraj               |
| Mierzwiączka        | wieś   | 2263                          | Pulawy         | Irena               |
| Niedrzwica Duża     | wieś   | 2256                          | Lublin-Land    | Niedrzwica          |
| Zdziłowice          | wieś   | 2243                          | Kraśnik        | Batorz              |
| Kamionka            | wieś   | 2200                          | Lublin-Land    | Kamionka            |
| Łęczna              | miasto | 2191                          | Lublin-Land    | Łęczna              |
| Majdan Sieniawski   | wieś   | 2169                          | Bilgoraj       | Wola Różaniecka     |
| Różaniec            | wieś   | 2165                          | Bilgoraj       | Wola Różaniecka     |
| Biszcza             | wieś   | 2152                          | Bilgoraj       | Biszcza             |
| Rejowiec            | wieś   | 2149                          | Cholm          | Rejowiec            |
| Sawin               | wieś   | 2126                          | Cholm          | Bukowa              |
| Kodeń               | wieś   | 2111                          | Biala-Podlaska | Kodeń               |
| Ulanów I            | miasto | 2085                          | Kraśnik        | Ulanów I            |
| Swaty               | wieś   | 2083                          | Pulawy         | Ryki                |
| Piszczac            | wieś   | 2071                          | Biala-Podlaska | Piszczac            |
| Czemierniki         | wieś   | 2060                          | Radzyń         | Czemierniki         |
| Zdziechowice        | wieś   | 2060                          | Kraśnik        | Zaklików            |
| Zakrzówek os.       | wieś   | 2050                          | Kraśnik        | Zakrzówek           |
| Ułazów              | wieś   | 2036                          | Bilgoraj       | Dzików Stary        |
| Horodło             | wieś   | 2030                          | Hrubieszów     | Horodło             |
| Bodaczów            | wieś   | 2010                          | Zamość         | Sułów               |
| Zarzecze            | wieś   | 1999                          | Kraśnik        | Pysznica            |
| Małaszewicze Duże   | wieś   | 1992                          | Biala-Podlaska | Terespol            |
| Niemce              | wieś   | 1990                          | Lublin-Land    | Niemce              |
| Dubienka            | wieś   | 1987                          | Hrubieszów     | Dubienka            |
| Stężyca             | wieś   | 1982                          | Pulawy         | Stężyca             |
| Dzików Stary        | wieś   | 1981                          | Bilgoraj       | Dzików Stary        |
| Krzemień            | wieś   | 1955                          | Kraśnik        | Kawęczyn            |
| Michów              | wieś   | 1940                          | Pulawy         | Michów Lubartowski  |
| Tarnogóra           | wieś   | 1936                          | Krasnystaw     | Tarnogóra           |
| Rudka               | wieś   | 1922                          | Bilgoraj       | Zwierzyniec         |
| Deszkowice          | wieś   | 1916                          | Zamość         | Sułów               |
| Pilaszkowice        | wieś   | 1907                          | Krasnystaw     | Rybczewice          |
| Wola Przybysławska  | wieś   | 1864                          | Pulawy         | Markuszów           |
| Biała Ordynacka     | wieś   | 1817                          | Kraśnik        | Kawęczyn            |
| Wirkowice           | wieś   | 1805                          | Zamość         | Nielisz             |
| Kłyżów              | wieś   | 1768                          | Kraśnik        | Pysznica            |
| Potok Górny         | wieś   | 1736                          | Bilgoraj       | Potok Górny         |
| Karczmiska Posiółek | wieś   | 1736                          | Pulawy         | Karczmiska          |
| Strzyżów            | wieś   | 1735                          | Hrubieszów     | Horodło             |
| Huta Krzeszowska    | wieś   | 1732                          | Bilgoraj       | Huta Krzeszowska    |
| Klementowice        | wieś   | 1729                          | Pulawy         | Celejów             |
| Boratyn             | wieś   | 1724                          | Hrubieszów     | Krystynopol         |
| Adamów              | wieś   | 1721                          | Radzyń         | Gułów               |
| Sól                 | wieś   | 1719                          | Bilgoraj       | Sól                 |
| Rzeczyca            | wieś   | 1715                          | Hrubieszów     | Tarnoszyn           |
| Ostrów              | wieś   | 1715                          | Hrubieszów     | Krystynopol         |
| Suchowola           | wieś   | 1710                          | Zamość         | Suchowola           |
| Dys                 | wieś   | 1708                          | Lublin-Land    | Niemce              |

## Gubernatorzy dystryktu
- Friedrich Schmidt (1939 – marzec 1940)
- Ernst Zörner (31 marca 1940 – 10 kwietnia 1943)
- Richard Wendler (27 maja 1943 – lipiec 1944)

## Dowódcy SS i Policji
- SS-Brigadeführer/SS-Gruppenführer Odilo Globocnik (1940–1943)
- SS-Gruppenführer Jakob Sporrenberg (1943–1944)

## Komenda Sipo-SD
Komendanci Sipo-SD:
- SS-Stubaf dr Alfred Hasselberg (15 listopada 1939 – 25 grudnia 1939)
- SS-Hstuf Huth (grudzień 1939 – styczeń 1940)
- SS-Stubaf Walter Huppenkoten (luty – 19 lipca 1940)
- SS-Hstuf Johann Schmer (sierpień – grudzień 1941)
- SS-Ostubaf Johannes Müller (grudzień[15] 1940 – grudzień 1943)
- SS-Stubaf/SS-Ostubaf dr Karl Pütz (grudzień 1943 – lipiec 1944)

Departamenty I (administracja) i II (organizacja)
- Kierownik: SS-Hstuf Julius Cramer (1940 – lipiec 1944)

Departament III (wywiad)
- Kierownicy: SS-Hstuf/SS-Stubaf Friedrich Buchardt (marzec 1940 – 17 stycznia 1943) i SS-Hstuf/SS-Stubaf dr Ewald Biegelmeyer (18 stycznia 1943 – lipiec 1944)[16]

Siedziba wywiadu SS na dystrykt znajdowała się w Lublinie początkowo przy pl. Marii Skłodowskiej-Curie 5.
Departament IV (Gestapo)
- Kierownicy: SS-Hstuf Johann Schmer (listopad 1939 – grudzień 1941), SS-Hstuf Arnold Kirste (czerwiec – grudzień 1941) i SS-Hstuf/SS-Stubaf Walter Liska (styczeń 1942 – lipiec 1944)[16]

Siedziba hitlerowskiej tajnej policji i kontrwywiadu w Lublinie mieściła się razem z aresztem śledczym przy ul. Uniwersyteckiej 3, w dawnym Urzędzie Ziemskim. Budynek zwano potocznie „Pod Zegarem”. Obecnie mieści się tam Muzeum Martyrologii „Pod Zegarem” (adres ul. Uniwersytecka 1).
Departament V (Kripo)
- Kierownik: SS-Hstuf Johann Kleyer (1942 – lipiec 1944)

Więzienie KdS Lublin
- Naczelnik: SS-Ostuf Peter Paul Domnick (9 listopada 1939 – 22 lipca 1944)[19]

Więzienie dystryktowych Sicherheitspolizei i Sicherheitsdienst przez cały okres okupacji znajdowało się na lubelskim zamku.